# 싯테역
싯테역(일본어: 尻手駅、しってえき)
(영어: Shitte Station)은 일본 가나가와현 가와사키시 사이와이구에 있는 동일본 여객철도(JR 동일본) 난부 선의 철도역이다.

## 역 구조
- 단식 승강장 1면 1선과 섬식 승강장 1면 2선의 계 2면 3선의 고가역.
- 3번선에 인접해 난부 선 화물지선의 선로가 2개 있다.

### 타는 곳
| 1 | ■ 난부 선       | 가와사키 방면                                           |
| 2 | ■ 난부 선       | 무사시코스기, 무사시미조노쿠치, 노보리토, 다치카와 방면 |
| 3 | ■ 난부 선(지선) | 하마카와사키 방면                                       |

## 이용 상황
2008년도의 이 역의 1일 평균 승차 인원수는 11,667명이었다.

## 역사
- 1927년 11월 1일 - 난부 철도 가와사키역 - 노보리토역 간의 개통시에 싯테 정류소로서 개업.
- 1929년 - 역에 승격.
- 1930년 3월 25일 - 화물 지선 당역 - 하마카와사키역 간이 개통.
- 1930년 4월 10일 - 당역 - 신하마카와사키 역(현재는 하마카와사키 역) 간으로 여객영업을 개시.
- 1944년 4월 1일 - 난부 철도의 국유화에 의해 일본국유철도 난부 선의 역이 된다.
- 1987년 4월 1일 - 국철 분할 민영화에 의해 동일본 여객철도 난부 선의 역이 된다.

## 인접한 역
| 동일본 여객철도 난부 선                   | 동일본 여객철도 난부 선   | 동일본 여객철도 난부 선            |
| ----------------------------------------- | ------------------------- | ---------------------------------- |
| JN 01 가와사키 방면                       | 난부 선                   | JN 03 야코 다치카와 방면           |
| 동일본 여객철도 난부 선 하마카와사키 지선 |                           |                                    |
| 시·종착역                                 | 난부 선 하마카와사키 지선 | JN 51 핫초나와테 하마카와사키 방면 |